# Узелков, Вячеслав Валентинович
Вячеслав Валентинович Узелков (укр. Вʼячеслав Валентинович Узелков; 8 апреля 1979, Винница, Украина — 9 ноября 2024, там же) — украинский боксёр-профессионал, выступавший в полутяжёлой весовой категории (англ. light heavyweight).

## Любительская карьера
Боксом начал заниматься в 1987 году. В секцию бокса Вячеслава отвёл отец, и тренер сразу отметил у начинающего бойца хороший потенциал. Первый тренер — Дмитрий Шамис, потом поочередно занимался у Игоря Мусиенко и Анатолия Вальчука, а также Виталия Вдовкина и Вадима Лавринца.
На любительском ринге Вячеслав отметился такими весомыми достижениями, как победа на чемпионате Европы среди юниоров в Бирменгеме (Англия) в 1997 году, второе место на Кубке мира 1998 года в Пекине (Китай) и третье место на Всемирных Играх военнослужащих в Загребе (Хорватия) в 1999 году, проиграл в полуфинале россиянину Александру Лебзяку. В 2001 году Узелков стал третьим на чемпионате мира в Белфасте (Северная Ирландия), проиграв в полуфинале британцу, Дэвиду Хэю. Занял второе место на престижном турнире в Хельсинки (Финляндия). В 2002 году завоевал серебро чемпионата Европы в Перми (Россия), а в следующем был третьим на представительном турнире Странджа в Болгарии и занял второе место на Кубке Чёрного моря в Судаке.

## Профессиональная карьера
Дебют Узелкова на профессиональном ринге состоялся 24 октября 2004 года, когда Вячеслав победил в шестираундовом поединке Сулеймана Джерилова — такого же новичка, как и он сам. Следом за этим Узелков одержал семь побед над соперниками разного уровня, среди которых следует выделить гостевой успех в бою с французом Маджидом Бен Дриссом, а также противостояние со значительно более опытным конголезцем Мукади Мандой, которого Вячеслав одолел по очкам.
27 февраля 2007 года в коллекции Вячеслава-профи появился первый титул — чемпиона по версии EBU-EE, который он завоевал в поединке против Артема Вычкина из России.
13 сентября 2007 года завоевал титул Интерконтинентального чемпиона по версии WBA, нокаутировав в 6-м раунде непобеждённого испанского боксёра Габриеля Кампильо (12-0). В первой защите титула нокаутировал аргентинца Хулио Сезара Домингеза.
В июне 2008 года Узелков нокаутировал непобеждённого боксёра из Словении Дениса Шимича (19-0).
Проведя ещё три удачных поединка, в июле 2010 года, вышел на ринг за звание чемпиона мира по версии WBA, с боксёром из Казахстана Бейбутом Шуменовым. Шуменов был намного активнее и вёл основной ход поединка, хотя и побывал в нокдауне в первом раунде, но в третьем уже он отправил Узелкова на канвас. По истечении 12 раундов единогласным решением судей победил Шуменов. Вячеслав впервые проиграл на профессиональном ринге.
После поражения в чемпионском бою Вячеслав выиграл 3 поединка, но проиграл немцу Эдуарду Гуткнехту в бою за титул чемпиона Европы по версии EBU. Затем Вячеслав победил двух опытных боксёров и должен был выйти на титульный бой с чемпионом WBO, Натаном Клеверли, но поединок с британцем сорвался.

## Дальнейшая жизнь
В 2012 году перенес инсульт, начались проблемы с речью.
В 2020 году баллотировался на должность городского главы Винницы от партии «Оппозиционной платформы — За жизнь!».
В конце марта 2024 года Узелкову диагностировали тромб в сердце, тромб в аорте и гангрену ноги. В апреле он перенёс сложную операцию на сердце и прошёл реабилитацию, а затем получил II группу инвалидности.
Умер 9 ноября 2024 года в возрасте 45 лет.

## Результаты боёв
В таблице перечислены результаты всех поединков боксёров.
В каждой строке указан результат поединка. Дополнительно номер поединка обозначен цветом, который обозначает итог поединка. Расшифровка обозначений и цветов представлена в нижеследующей таблице.
| Пример | Расшифровка                     |
| ------ | ------------------------------- |
|        | Победа                          |
|        | Ничья                           |
|        | Поражение                       |
|        | Планируемый поединок            |
|        | Поединок признан несостоявшимся |
| КО     | Нокаут                          |
| ТКО    | Технический нокаут              |
| PTS    | Решение судей (по очкам)        |
| UD     | Единогласное решение судей      |
| MD     | Решение большинства судей       |
| SD     | Раздельное решение судей        |
| RTD    | Отказ от продолжения боя        |
| DQ     | Дисквалификация                 |
| NC     | Поединок признан несостоявшимся |

| Бой | Рекорд   | Дата             | Соперник             | Место боя                                                 | Раундов   | Дополнительно                                                                        |
| --- | -------- | ---------------- | -------------------- | --------------------------------------------------------- | --------- | ------------------------------------------------------------------------------------ |
| 34  | 30(18)-4 | 12 апреля 2014   | Геард Аетович        | Торгово-развлекательный центр «Терминал» Бровары, Украина | SD8 (8)   |                                                                                      |
| 33  | 30(18)-3 | 9 ноября 2013    | Джейдон Кодрингтон   | Дворец спорта, Киев, Украина                              | TKO6 (12) | Титул Интернационального чемпиона по версии IBO в полутяжелом весе.                  |
| 32  | 29(17)-3 | 21 сентября 2013 | Аттила Палко         | Дворец спорта Локомотив, Харьков, Украина                 | TKO1 (8)  |                                                                                      |
| 31  | 28(16)-3 | 16 марта 2013    | Дуду Нгумбу          | Дворец спорта, Киев, Украина                              | UD (12)   | Титул интерконтинентального чемпиона мира WBO, 1-я защита Узелкова.                  |
| 30  | 28(16)-2 | 15 декабря 2012  | Дьёрдь Мароши        | Спорткомплекс Будівельник, Черкасы, Украина               | TKO1 (8)  |                                                                                      |
| 29  | 27(15)-2 | 21 июля 2012     | Мохамед Белкасем     | Дворец спорта, Одесса, Украина                            | MD12 (12) | Вакантный титул интерконтинентального чемпиона мира WBO.                             |
| 28  | 26(15)-2 | 12 мая 2012      | Равшан Джаббаров     | Торгово-развлекательный центр «Терминал» Бровары, Украина | UD8 (8)   |                                                                                      |
| 27  | 25(15)-2 | 4 февраля 2012   | Эдуард Гуткнехт      | Fraport Arena, Франкфурт-на-Майне, Гессен, Германия       | UD12 (12) | Бой за титул чемпиона Европы по версии EBU, 2-я защита Гуткнехта.                    |
| 26  | 25(15)-1 | 19 ноября 2011   | Дмитрий Адамович     | Дворец спорта, Харьков, Украина                           | TKO4 (12) |                                                                                      |
| 25  | 24(14)-1 | 28 мая 2011      | Иван Маслов          | Цирк Кобзов, Киев, Украина                                | TKO6 (8)  |                                                                                      |
| 24  | 23(13)-1 | 13 ноября 2010   | Георге Тевдорашвили  | Дворец спорта Локомотив, Харьков, Украина                 | UD8 (8)   |                                                                                      |
| 23  | 22(13)-1 | 23 июля 2010     | Бейбут Шуменов       | Tachi Palace Hotel & Casino, Lemoore, California, США     | UD12 (12) | Бой за титулы чемпиона по версиям WBA и IBA, 1-я защита Шуменова в полутяжёлом весе. |
| 22  | 22(13)-0 | 21 октября 2009  | Томаш Адамек         | Дворец спорта, Киев, Украина                              | TKO5 (12) | Титул интерконтинентального чемпиона мира WBA, 4-я защита Узелкова.                  |
| 21  | 21(12)-0 | 18 июля 2009     | Иштван Варга         | Дворец спорта, Одесса, Украина                            | TKO1 (10) |                                                                                      |
| 20  | 20(11)-0 | 15 ноября 2008   | Алехандро Лакатос    | Дворец спорта, Киев, Украина                              | UD12 (12) | Титул интерконтинентального чемпиона мира WBA, 3-я защита Узелкова.                  |
| 19  | 19(11)-0 | 14 июня 2008     | Денис Шимчич         | Дворец спорта, Киев, Украина                              | ТKO3 (12) | Титул интерконтинентального чемпиона мира WBA, 2-я защита Узелкова.                  |
| 18  | 18(10)-0 | 21 февраля 2008  | Хулио Сезар Домингес | Дворец спорта, Киев, Украина                              | TKO3 (12) | Титул интерконтинентального чемпиона мира WBA, 1-я защита Узелкова.                  |
| 17  | 17(9)-0  | 13 сентября 2007 | Габриель Кампильо    | Дворец спорта, Киев, Украина                              | KO6 (12)  | вакантный титул интерконтинентального чемпиона по версии WBA.                        |
| 16  | 16(8)-0  | 9 июня 2007      | Золтан Кисс-младший  | Дворец спорта, Киев, Украина                              | TKO1 (8)  |                                                                                      |
| 15  | 15(7)-0  | 26 апреля 2007   | Петр Кукманский      | СК Восход, Киев, Украина                                  | RTD1 (8)  |                                                                                      |
| 14  | 14(7)-0  | 27 февраля 2007  | Артем Вычкин         | Дворец спорта, Киев, Украина                              | TKO7 (12) | Вакантный титул EBU-EE.                                                              |
| 13  | 13(6)-0  | 19 декабря 2006  | Антон Краснолуцкий   | СК Восход, Киев, Украина                                  | ТKO1 (8)  |                                                                                      |
| 12  | 12(5)-0  | 23 сентября 2006 | Сергей Караневич     | Дворец спорта, Киев, Украина                              | UD8 (8)   |                                                                                      |
| 11  | 11(5)-0  | 23 июня 2006     | Артем Соломко        | Ночной клуб FreeDOM, Киев, Украина                        | UD8 (8)   |                                                                                      |
| 10  | 10(5)-0  | 8 апреля 2006    | Василий Андриянов    | ACCO International, Киев, Украина                         | UD6 (6)   |                                                                                      |
| 9   | 9(5)-0   | 7 марта 2006     | Иосип Ялусич         | Дворец спорта, Киев, Украина                              | UD8 (8)   |                                                                                      |
| 8   | 8(5)-0   | 14 октября 2005  | Мукади Манда         | Ночной клуб FreeDOM, Киев, Украина                        | UD8 (8)   |                                                                                      |
| 7   | 7(5)-0   | 20 июля 2005     | Маджид Бен Дрисс     | Salle des etoiles, Монте-Карло, Монако                    | UD6 (6)   |                                                                                      |
| 6   | 6(5)-0   | 11 июня 2005     | Джонатан Эмбри       | Plaza Hotel & Casino, Лас-Вегас, Невада, США              | TKO1 (6)  |                                                                                      |
| 5   | 5(4)-0   | 17 апреля 2005   | Эндрю Джордж         | Ночной клуб FreeDOM, Киев, Украина                        | KO2 (6)   |                                                                                      |
| 4   | 4(3)-0   | 20 марта 2005    | Дмитрий Адамович     | Ночной клуб FreeDOM, Киев, Украина                        | KO5 (6)   |                                                                                      |
| 3   | 3(2)-0   | 24 февраля 2004  | Вадим Григорьев      | Дворец спорта, Киев, Украина                              | KO1 (6)   |                                                                                      |
| 2   | 2(1)-0   | 13 февраля 2004  | Ризван Магомедов     | Ночной клуб FreeDOM, Киев, Украина                        | TKO1 (6)  |                                                                                      |
| 1   | 1(0)-0   | 24 октября 2004  | Сулейман Джерилов    | Театр Шевченко, Чернигов, Украина                         | UD6 (6)   | Профессиональный дебют.                                                              |
| Бой | Рекорд   | Дата             | Соперник             | Место боя                                                 | Раундов   | Дополнительно                                                                        |